# Sonnenbeobachtungsturm Meudon

Sonnenbobachtungsturm des Observatoriums Meudon

Der Sonnenbeobachtungsturm Meudon ist ein 36,47 Meter hoher Stahlbetonturm auf dem Areal des Observatoriums Meudon in der französischen Hauptstadt Paris, der in seinem Innern einen Spektrographen für die Untersuchung des Sonnenlichts enthält. Der 1964/65 errichtete Sonnenbeobachtungsturm Meudon hat einen Schaftdurchmesser von 6,6 Meter. Er trägt in 30,57 Meter Höhe ein Beobachtungsgeschoss mit 18,4 Metern Durchmesser.
Da das im Turm installierte Fernrohr auch bei starkem Wind keine Schwankungen zeigen soll, besteht der Turm aus zwei ineinander verschachtelten durch einen zehn Zentimeter breiten Luftspalt getrennten konzentrischen Stahlbetonröhren.